# Sefrú

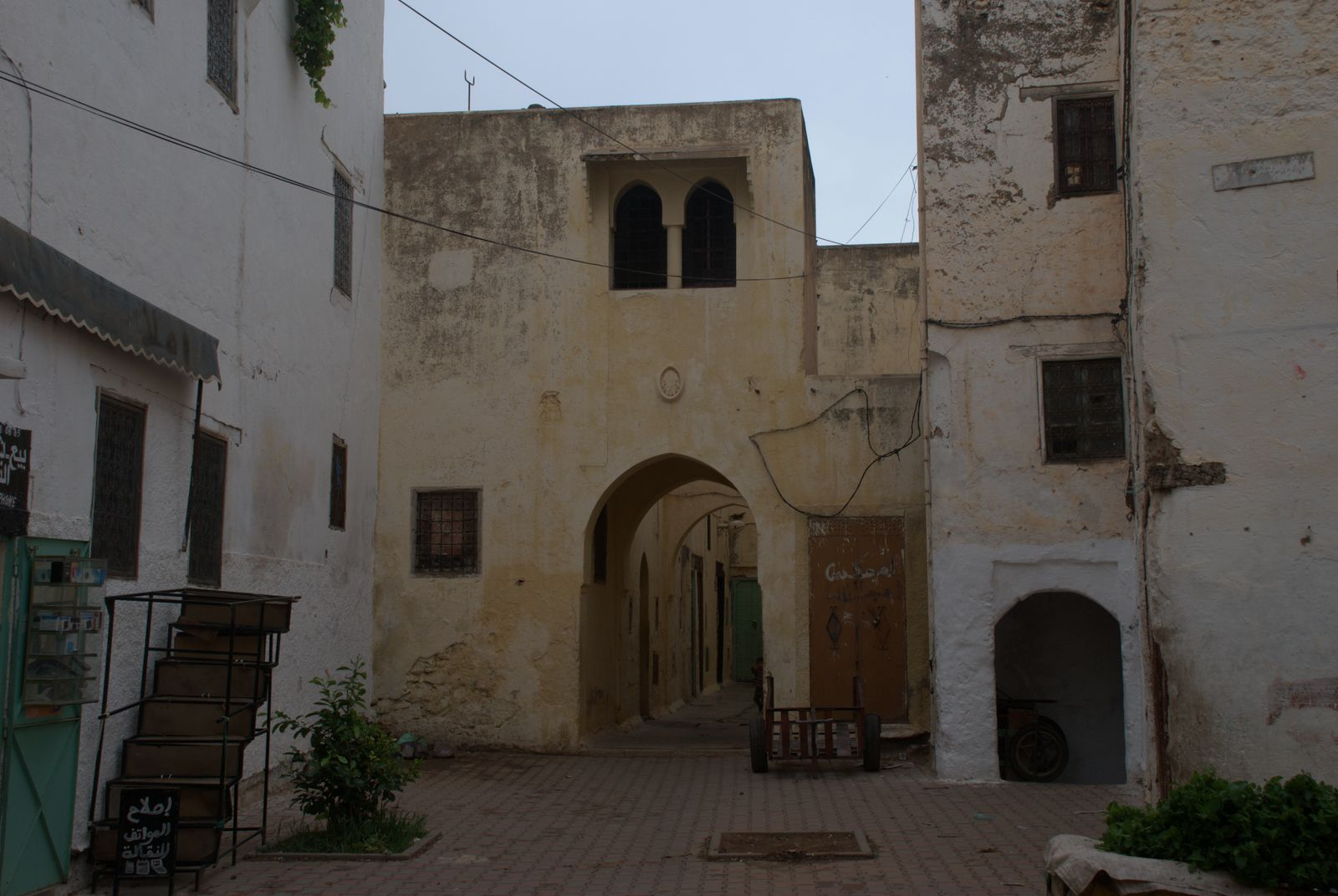
Medina de Sefrú

Sefrú (en árabe: صفرو‎, localmente Sefrū, en francés: Sefrou) es una ciudad del Marruecos central, situada a 29 km al sur de Fez, en la región de Fez-Mequinez, a 850 metros de altitud en la llanura de Sais.  Según el censo de 2014, tenía una población total de 79 887 personas.

## La ciudad
El nombre de la población es bereber (amazig) y significa «lugar para esconderse»; pasa por la villa el uadi Aggay o Assif Aggay (río de la tribu o del grupo, generalmente denominado uadi Sefrú). Está habitada por la tribu de los ihinagens, del grupo Ait Yusi (en francés, Aït Youssi), que ya dominaba la zona del uadi y de Sefrú antes de la llegada de los árabes; el principio de su control de la zona se data entre los siglos I y VI. La cascada del río y los lagos que se forman en él son lugares de atracción turística. En la ciudad, se celebra cada junio durante tres días (los fines de semana) la Fiesta de las Cerezas (Moussem de Heb Lemlouk), en la que acontece la elección de la reina de las cerezas, y se realizan actividades culturales, deportivas y lúdicas. Las cerezas de Sefrú son famosas en todo Marruecos; su renombre data de la década de 1920. Los abundantes cerezos de la zona dan a la localidad aspecto de oasis.
La medina o ciudad vieja, rodeada de murallas, está dividida en cuatro barrios, a los cuales antes se añadía la mellah o barrio judío. Existen numerosos arrabales, como Darb al-Mitr, Habbuna, Slawi, Sidi Ahmad Tadli, Habitant i al-Kala (este es un barrio tradicional, rodeado de sus propias murallas, al oeste de la medina). Los franceses edificaron una villa moderna al-Balad al-Djadida en la cumbre del cerro.

## Historia
Se cree que la ciudad debe su nombre a la tribu de los Ait Sufru, una tribu bereber de religión judía de los primeros siglos de la era cristiana (el uadi, en su curso inferior, todavía se denomina uadi al-Yahudi o «uadi de los Judíos»), pero es más probable que se deba a que el río atravesaba la mellah (aljama judía de la medina) y no a la religión de la tribu fundadora. No cayó en manos de los musulmanes hasta principios del siglo IX, cuando fue conquistada por Idrís II. En el siglo XI, se la describe como una importante villa fortificada en la ruta de Fez a Tafilalet, ubicada hacia el Bilad-al Sudan occidental. Al-Idrisi indica que era la primera etapa de la ruta Fez-Siyilmasa e informa de que tenía algunos mercados y de que los habitantes se dedicaban a la agricultura y a cuidar pequeños rebaños de ovejas y cabras. En el 1053, los almorávides la conquistaron al mismo tiempo que Fez, arrebatándosela a Wanudin al-Maghrawi, emir de Siyilmasa de la dinastía Magrava; todos los miembros de la dinastía reinante fueron ajusticiados por los conquistadores. Casi un siglo después, fue conquistada por los almohades, el 10 de agosto del 1141. Durante los siglos siguientes, su posición en la ruta hacia el Atlas central la hizo objeto de varios asaltos, de los cuales siempre se recuperó. León el Africano la visitó hacia el 1540 y afirma de ella que sus habitantes eran ricos, pero que vestían de manera pobre y con manchas de aceite.
En el siglo XVII, el jefe morabito al-Hasan ibn Masud, de la tribu de los Yusi, estableció su tarika al suroeste de Sefrú (todavía en el siglo XXI lugar de peregrinaje); fue un sabio notable conocido como Sidi Lahsen Lyusi (1631-1691). Entre el siglo XVIII y el XX, Sefrú estuvo en manos de los jefes tribales de la zona; el último de ellos fue Kaid Umar al-Yusi, al que el Majzén (Gobierno marroquí) reconoció como pachá de la ciudad, cargo que ejerció hasta su asesinato en 1904.
El uadi provocó inundaciones y graves destrucciones en 1888 y en otros años en menor medida. La población fue transformada en municipio en 1917 En 1950, hubo nuevamente graves inundaciones debidas al uadi. La primera persona que ejerció el cargo de primer ministro del Marruecos independiente fue Mbarek Bekkay, que justo antes de ser nombrado era pachá de Sefrú; el primer ministro de Defensa del Marruecos independiente fue Kaid al-Hasan al-Yusi, jefe de la tribu hegemónica de Sefrú, los Ait Yusi. 
Después de la independencia (y ya un poco antes), los judíos emigraron en masa a Israel. Hasta entonces la comunidad judía de Sefrú había sido la séptima más importante de Marruecos, con unas seis mil personas (por entonces, casi un tercio de la población total de la ciudad). Se encargaban de la acuñación de la moneda marroquí. Las relaciones con el resto de la población fueron en general buenas, y en todo caso mejores que las de los judíos y musulmanes de Fez. Los judíos tenían (desde el 1715) su Shayj al-Yahud («jeque de los judíos»), que dirigía la comunidad, y hablaban un dialecto árabe específico. 
A partir de los años sesenta del siglo XX, se asentó en Sefrú una abundante población bereber, proveniente de las zonas rurales del entorno. Hacia 1985, la ciudad tenía más de treinta mil habitantes. El 1 de enero del 1991 fue declarada capital de la nueva provincia de Sefrú, que constaba de veintitrés comunas (dieciocho rurales y cinco municipios).

## Hermanamientos
- Blotzheim (Francia).